# Jesús Díez del Corral
Jesús Díez del Corral (ur. 6 kwietnia 1933 w Saragossie, zm. 19 lutego 2010 w Madrycie) – hiszpański szachista, arcymistrz od 1974 roku.

## Kariera szachowa
Od pierwszych lat 60. przez dwie dekady należał do ścisłej czołówki hiszpańskich szachistów. W 1955 r. (w Alcoy) i 1965 r. (w Sewilli) zdobył tytuły indywidualnego mistrza kraju. Pomiędzy 1960 a 1985 rokiem siedmiokrotnie (w tym 3 razy na I szachownicy) wystąpił na szachowych olimpiadach, najlepszy indywidualny wynik uzyskując w 1962 r. w Warnie, gdzie zdobył brązowy medal na II szachownicy.
Jeden z największych indywidualnych sukcesów odniósł w 1969 r. w Palma de Mallorca, gdzie zajął VI miejsce, a w tabeli wyprzedzili go tylko czołowi wówczas szachiści świata: Bent Larsen, Tigran Petrosjan, Wiktor Korcznoj, Vlastimil Hort i Borys Spasski (za Díezem del Corralem znaleźli się m.in. Henrique Mecking, Oscar Panno, Bruno Parma, Miguel Najdorf, Laszlo Szabo i Wolfgang Unzicker). W tym samym roku podzielił II m. w Amsterdamie (turniej IBM-B, za Istvanem Csomem, wspólnie z Karlem-Heinzem Maederem). W 1973 r. podzielił II m. w L'Hospitalet de Llobregat (za Janem Smejkalem, wspólnie z Svendem Hamannem), natomiast w 1975 zajął II m. w Barcelonie (turniej strefowy, za Giennadijem Sosonko).
Najwyższy ranking w karierze osiągnął 1 maja 1974 r., z wynikiem 2515 punktów dzielił wówczas 66-72. miejsce na liście światowej FIDE, jednocześnie zajmując 1. miejsce wśród hiszpańskich szachistów.